# Озмитель, Евгений Кузьмич
Евгений Кузьмич Озмитель (9 августа 1926 — 7 января 1994) — советский литературовед, доктор филологических наук (1972), преподаватель, профессор Киргизского государственного университета. Заслуженный учитель Киргизской ССР (1979).

## Биография
Родился 9 августа 1926 года в городе Алма-Ате Казахской ССР.
Участник Великой Отечественной войны. Награждён Орденом Отечественной войны II степени (1985)
После войны окончил филологический факультет Киргизского государственного университета (1952), там же продолжил обучение в аспирантуре.
В 1957 году защитил кандидатскую диссертацию «Мастерство сатиры Маяковского-поэта», в 1972 году докторскую «Теория и история революционной сатиры».
С 1955—1981 годах работал в Киргизском государственном университете — преподаватель, заведующий кафедрой теории и истории русской литературы, профессор.
С 1981 года работал в Фрунзенском педагогическом институте русского языка и литературы (ФПИРЯЛ) — заведующий кафедрой теории литературы, помощник ректора по научной работе.
Умер 7 января 1994 года в Бишкеке.

## Научная деятельность
Теоретик и историк литературы, исследователь межнациональных связей киргизской литературы. Специалист в области русской и киргизской литературы, теории литературы.

### Научные труды
Автор более 400 научных работ, в том числе несколько монографий и учебников.
Основные работы:
- Советская сатира: Семинарий: Пособие для студентов. — М.: Просвещение, 1964. — 260 с.
- Революционная сатира Октября — Фрунзе: Мектеп, 1966. — 267 с.
- Литература горного края: Сборник статей. — Фрунзе: Кыргызстан, 1971. — 136 с.
- О сатире и юморе (Пособие для учителей) — Л.: Просвещение, 1973. — 191 с.
- Современность — источник поисков, новаторства, мастерства: Из опыта литературы наших дней. — Фрунзе, «Кыргызстан», 1977.
- Наследие классики и киргизская литература. — Фрунзе, «Кыргызстан», 1980.
- Обновленная суть национальной поэзии. — Фрунзе, «Кыргызстан», 1984.

Совместно с М. А. Рудовым является автором школьного учебника 1963 года «Русская советская литература: Учебник для 10-го класса киргизской школы» до 1990 года переизданном более 18 раз, а также дважды изданного методического руководства к этому учебнику.